# جيم فيني
جيم فيني (بالإنجليزية: Jim Feeney)‏ (23 يونيو 1921 في المملكة المتحدة - 1 مارس 1985) هو لاعب كرة قدم بريطاني (وحمل سابقاً جنسية المملكة المتحدة لبريطانيا العظمى وأيرلندا) في مركز الدفاع. شارك مع منتخب أيرلندا لكرة القدم. أما مع النوادي، فقد لعب مع إيبسويتش تاون وسوانزي سيتي ونادي كروسيدرز ونادي لينفيلد.